# Deutschnationale Bewegung

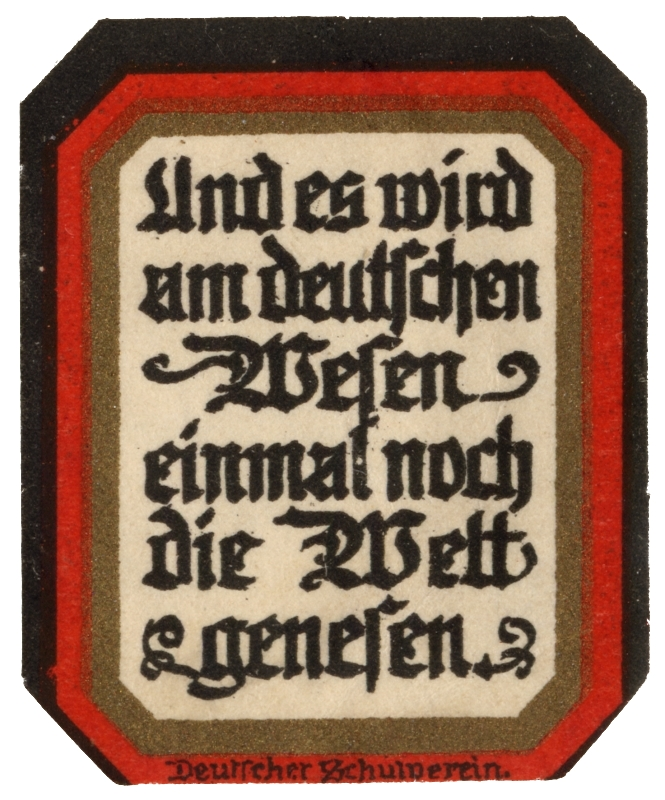
Unione scolastica Germanica

Il Deutschnationale Bewegung, letteralmente Movimento nazionale tedesco, fu un partito politico di orientamento nazionalista tedesco, esistito nell'Impero austro-ungarico.
Fu il partito di riferimento del gruppo linguistico germanofono dell'Austria, che sempre più andava regredendo e perdendo la propria supremazia nell'Impero asburgico, in particolare dopo la rivoluzione del 1848, quando la popolazione ceca chiese l'uguaglianza politica, economica e culturale a quella di lingua tedesca, che ne godeva dai tempi dell'imperatrice Maria Teresa.
Il partito nacque nel 1879 dalla scissione fatta da numerosi politici liberali di lingua tedesca, che tolsero l'appoggio al governo del primo ministro Eduard Taaffe, e che facevano riferimento al cavalier Georg von Schönerer. Il movimento di stampo nazionalista e antisemita, fu caratterizzato da divisioni interne: nel 1885 la componente che faceva riferimento a Schönerer fu messa in minoranza, perché ostile alla monarchia asburgica, alla quale invece rimasero fedeli la maggior parte dei suoi membri.
In seguito molti dei suoi militanti, lasciarono il partito di Schönerer per dar vita al Partito nazionale tedesco nel 1891. Dal Deutschnationale Bewegung ebbero ispirazione altri movimenti politici di estrema destra sorti nei territori germanofoni nel corso del XX secolo, tra cui l'Alldeutscher Verband.